# Zygomycota
Gli zigomiceti (Zygomycota C. Moreau, 1954) costituiscono una divisione (o phylum) all'interno del regno dei funghi. Vengono così chiamati per la loro riproduzione sessuata che avviene tramite comparsa di strutture bulbose a forma di giogo (in greco ζυγος), i cosiddetti zigosporangi.
Se questa divisione costituisca un gruppo naturale dal punto di vista evolutivo oppure no, deve essere ancora chiarito. È verosimile che si tratti di un raggruppamento parafiletico, non costituito quindi da tutti i discendenti di un antenato comune. I parenti più stretti degli Zigomiceti sono secondo le conoscenze attuali o i chitridiomiceti o il gruppo dei dicariomiceti costituito dai basidiomiceti e dagli ascomiceti.

## Struttura
Come per tutti i funghi filamentosi, il corpo degli Zigomiceti è il micelio, un intreccio di ife, lunghi filamenti cellulari, che cresce nella materia morta o negli organismi parassitati. Il micelio produce potenti enzimi digestivi, che decompongono le macromolecole organiche e le riducono in piccole molecole assorbibili come nutrimento attraverso le membrane cellulari.
Le ife degli Zigomiceti non possiedono per lo più vere pareti o setti cellulari, hanno cioè un tallo sifonale; un'eccezione è costituita dalle strutture riproduttive denominate sporocisti e gametocisti che in genere sono separate dal resto dell'ifa. In alcune specie sono presenti setti (pareti cellulari trasversali) che separano non singole cellule, ma segmenti di ifa contenenti diversi nuclei: in questo caso si tratta di tallo sifonocladale.
Gli Zigomiceti si ancorano generalmente per mezzo di numerose strutture dette rizoidi al loro substrato (ospite vivente o materia organica). I rizoidi possono essere collegati tra loro da speciali ife. Le sporocisti, a volte sorrette da un tubetto o peduncolo, si formano al di fuori di tale substrato.
Gli zigomiceti fanno parte dei funghi saprofiti e sono unicellulari.

## Nutrizione
Gli Zigomiceti sono sia saprofiti - si nutrono cioè di animali o vegetali morti, semi, frutti - sia parassiti di animali, piante o altri funghi.
Una forma molto evoluta e specialissima di parassitismo è presente in alcune specie di Mucorali, le cui vittime sono altri funghi del medesimo ordine.
Un altro caso molto interessante è rappresentato dai funghi della specie Zoophagus tentaclum, che si possono definire appropriatamente funghi carnivori. Infatti le loro ife formano piccoli cappi, nei quali possono essere intrappolati per esempio dei nematodi, che vengono successivamente invasi dalle ife e digeriti per mezzo di potenti enzimi.

## Diffusione
Gli Zigomiceti sono quasi esclusivamente terrestri e sono diffusi in tutti i continenti.

## Riproduzione
La riproduzione degli Zigomiceti può essere sessuata o asessuata.
La riproduzione asessuata è la più comune. Alle estremità delle ife si formano strutture specializzate, bulbose, di solito nere, gli sporangi, che contengono numerosissime spore aploidi. Queste spore si formano per mitosi e vengono di solito diffuse dal vento o dagli animali.
Le spore asessuali vengono chiamate sporangiospore, e, a differenza di conidi dei funghi superiori (basidiomiceti ad esempio) sono contenuti all'interno dello sporangioforo, struttura ifale che presenta lo sporangio, la vescicola e la columella a produzione appunto dei conidi.
Dalle spore agamiche (sporangiospore) si forma un organismo geneticamente identico al progenitore. Non c'è variabilità genetica, né acquisizione di nuovi caratteri se non in condizioni particolari come l'eterocariosi e la parasessualità.
La riproduzione sessuata, al contrario, implica una ricombinazione del patrimonio genetico di due organismi distinti. Gli Zigomiceti presentano un ciclo vitale aplonte, cioè negli Zigomiceti la generazione dominante, più facilmente osservabile, è quella aploide.
La gamia avviene per gametocistogamia: le ife aploidi di due individui differenti formano due gametocisti nucleo cellulare plurinucleate che si fondono formando una zigospora, che presenta parete spessa e ornamentata ed è trattenuta fino al rilascio, che avviene a maturazione, da parte delle due strutture ifali che la sorreggono, dette sospensori. In alcuni casi la zigospora è protetta da un intreccio di ife, formando una specie di corpo fruttifero. Il processo di riproduzione sessuale viene innescato dal cambiamento delle condizioni climatiche quando queste iniziano a diventare avverse (inverno). In condizioni favorevoli la zigospora germina, dividendosi tramite meiosi e formando un tubetto che porta all'apice una sporocisti all'interno della quale sono contenute le meiospore.

## Sistematica
In precedenza, p.es. secondo Ainsworth et al (1973), la divisione  Zygomycota era considerata una sottodivisione (Zygomycotina) della divisione Eumycota, insieme ad altre quattro sottodivisioni (Mastigomycotina, Ascomycotina, Basidiomycotina e Deuteromycotina).
Secondo una più moderna rivisitazione del Regno dei Funghi (p.es. Hawksworth et al., 1995) gli Zygomycota è una delle quattro divisioni insieme ad Ascomycota, Basidiomycota, e Chytridiomycota. I funghi una volta classificati nel taxon obsoleto "Phycomycetes" oggi sono classificati come "Zygomycota".
Le circa 1000 specie oggi conosciute si dividono in due classi, a loro volta suddivise in undici ordini e circa trenta famiglie.
- La classe degli Zygomycetes (Zigomiceti in senso stretto) è la più ampia delle due e comprende sette ordini e ventitré famiglie:
  - Mucorales
  - Entomophthorales
  - Zoopagales
  - Kickxellales
  - Dimargaritales
  - Endogonales
  - Glomales
- I Tricomiceti (classe dei Trichomycetes) sono quasi tutti commensali, cioè non recano danni ai loro ospiti, anche se esistono poche specie parassite di Artropodi; la parete cellulare di questi funghi non è fatta di chitina ma di poligalattosammina e galattano. Comprendono sette famiglie ripartite tra i quattro ordini seguenti:
  - Harpellales
  - Asellariales
  - Eccrinales
  - Amoebidiales.

Nuove ricerche di filogenesi suggeriscono che la divisione Zygomycota non sia monofiletica, e che sia quindi più opportuno riorganizzare la tassonomia di questi funghi:
- Regno Fungi
  - Subphylum Entomophthoromycotina
    - Ordine Entomophthorales

  - Subphylum Kickxellomycotina
    - Ordine Dimargaritales
    - Ordine Harpellales
    - Ordine Kickxellales

  - Subphylum Mucoromycotina
    - Ordine Endogonales
    - Ordine Mortierellales
    - Ordine Mucorales

  - Subphylum Zoopagomycotina
    - Ordine Zoopagales

### Endogonales
I funghi dell'ordine Endogonales sono generalmente ipogei, formano corpi fruttiferi delle dimensioni di una nocciola e formano spesso micorrize con le radici delle piante.

### Entomophthorales
L'ordine Entomophthorales comprende specie parassite di insetti, come ad esempio Entomophthora muscae che infetta, uccidendole, le mosche. La riproduzione è quasi esclusivamente asessuata, affidata ai conidi.

### Mucorales
All'ordine Mucorales appartengono le muffe bianche, muffe terrestri come la muffa del pane (Mucor mucedo), normalmente saprofite ma in qualche caso parassite.

### Zoopagales
I funghi dell'ordine Zoopagales sono simili a quelli del loro ordine fratello Entomophthorales, anch'essi sono parassiti e i loro ospiti sono nematodi e amebe nei cui tessuti si infiltrano tramite austori.